# Tatra KT8D5
Tatra KT8D5 je tříčlánková tramvaj, kterou vyráběl závod Tatra Smíchov podniku ČKD mezi lety 1986 a 1993 (prototypy již 1984). Jedná se o velkokapacitní tramvajové vozidlo, které je vhodné i pro provoz na rychlodráhách. Celkem bylo vyrobeno 199 kusů, většina z nich byla určena pro české a slovenské dopravní podniky. Mezi dopravními fanoušky se jim přezdívá „kachny“ či „kačeny“.

## Historické pozadí
Výroba tramvají pro československé dopravní podniky byla v ČKD ukončena v roce 1977 (standardní vozy Tatra T3 a kloubové K2), neboť se počítalo s projekty tramvají nové generace. Nadále však probíhala výroba typu T3 pro zahraničí (především pro Sovětský svaz), v produkci se ve druhé polovině 70. let objevily již nové modely Tatra KT4 a T5C5, které však byly určeny výhradně pro export. Základem nové tramvaje pro československé dopravce se měl stát tříčlánkový osminápravový vůz, z něhož měly být odvozeny další typy.
Parametry pro toto mohutné vozidlo byly Správou pro dopravu zadány v polovině roku 1981, projekt tramvaje KT8D5 byl schválen v září 1982. Dva prototypy byly vyrobeny v roce 1984, roku 1986 byla vyrobena desetikusová ověřovací série, sériová produkce byla zahájena až v roce 1989.

## Konstrukce

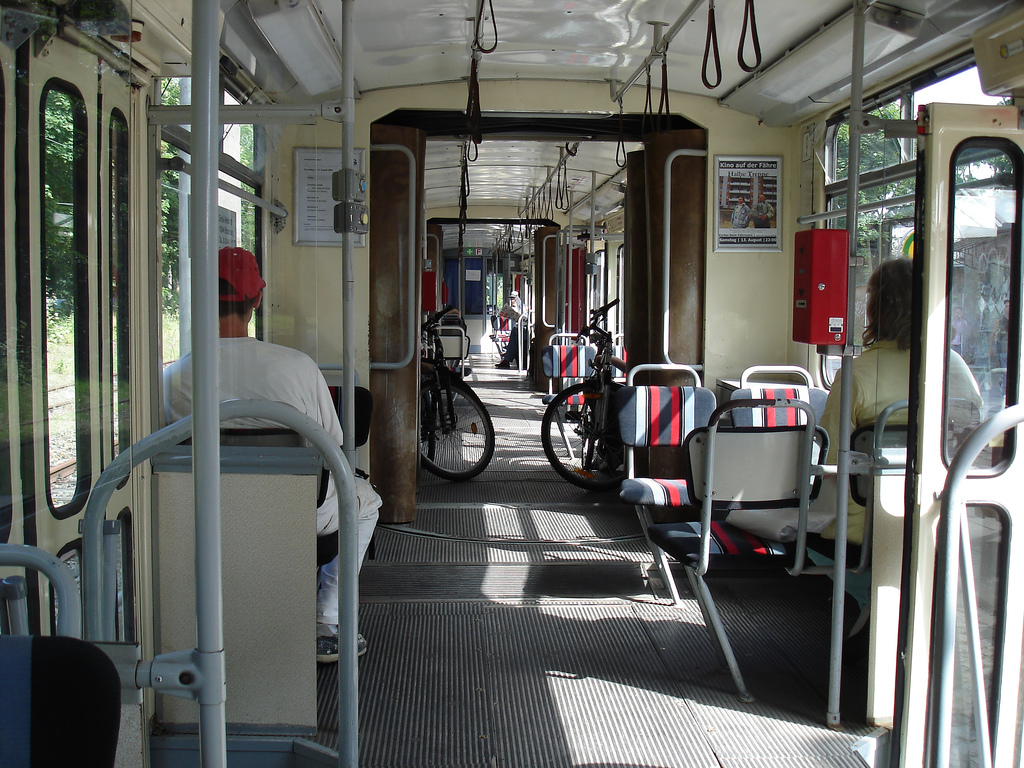
Interiér vozu Tatra KT8D5

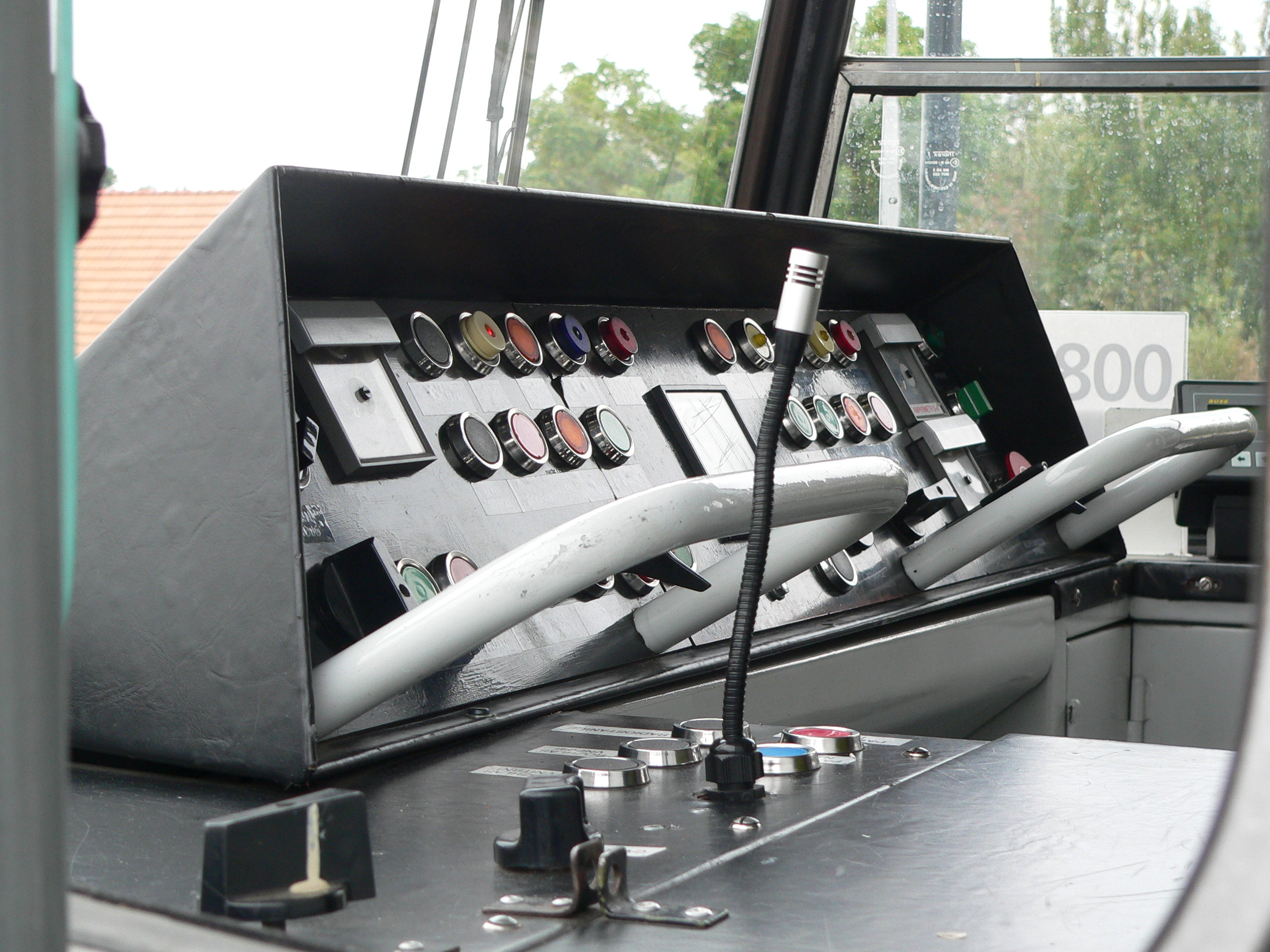
Řídící pult tramvaje KT8D5

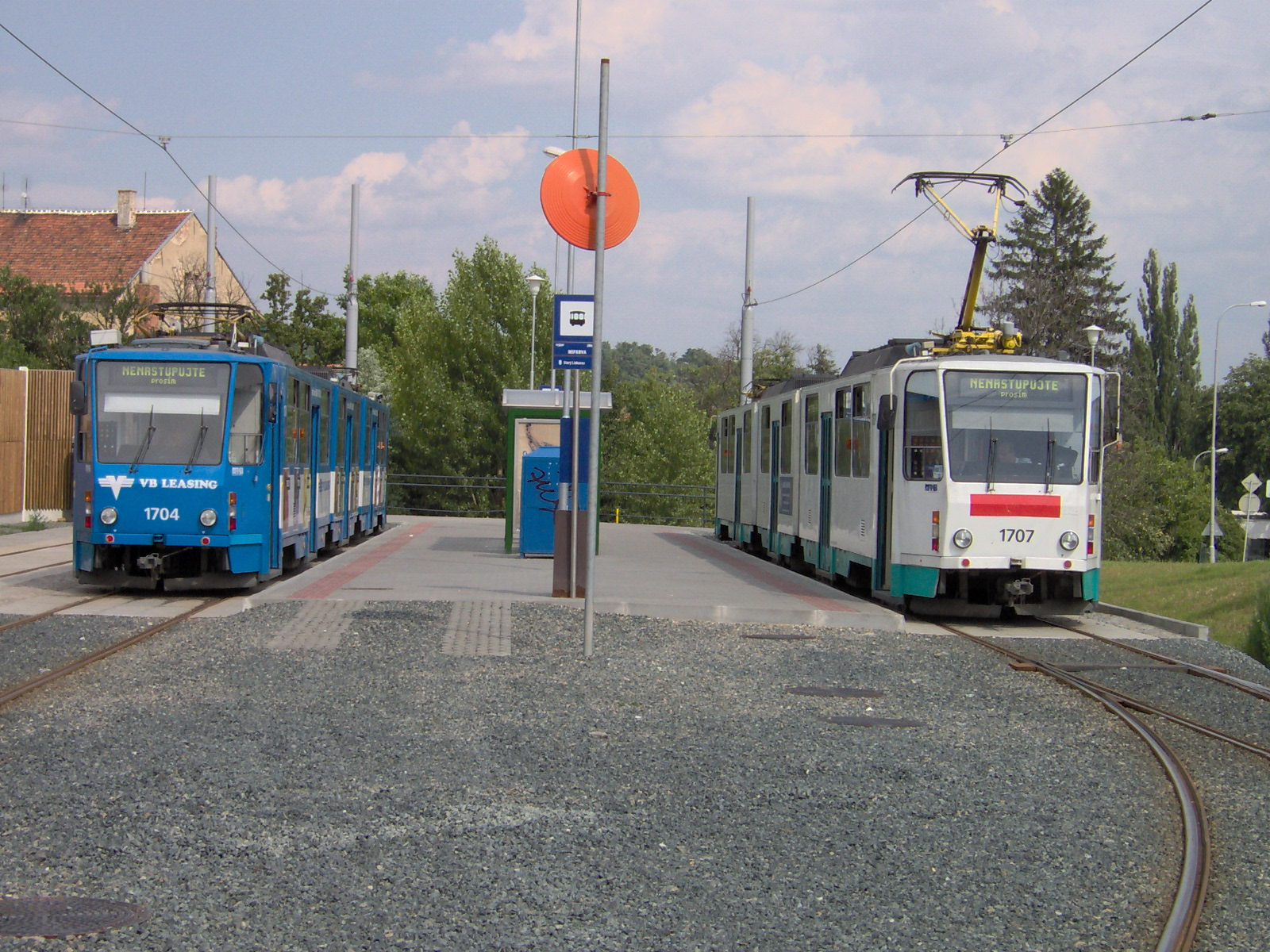
Brněnská úvraťová konečná Líšeň, Mifkova s tramvajemi KT8D5

Tatra KT8D5 je obousměrný osminápravový motorový tramvajový vůz, přičemž všech osm náprav je hnacích. Vozidlo se skládá ze tří článků, které jsou navzájem spojeny klouby a krycími měchy. Oba vnitřní podvozky se nacházejí v prostoru pod klouby, střední článek tramvaje tak není nesený, ale je posazený právě na těchto podvozcích. Na jednom čepu je posazen jak krajní, tak střední článek, nejedná se tedy o podvozek Jakobsův. Kostra tramvaje je svařena z ocelových profilů, z vnější strany je oplechovaná, interiér je obložen dřevovláknitými deskami. Podlaha (ve výšce 900 mm nad temenem kolejnice, v prostoru kloubů se mírně zvedá do výšky 970 mm) je vyrobena z vodovzdorné překližky, která je pokryta protiskluzovou gumovou krytinou. Na každé straně vozu se nacházejí patery skládací dveře, krajní jsou trojkřídlé, zbylé čtyřkřídlé. Koženkové sedačky jsou v interiéru rozmístěny systémem 2+1, v předních částech krajních článků 2+2. Prostor pro kočárky se nachází ve středním článku. Pro vytápění interiéru se využívá hlavně ztrátové teplo z brzdových odporníků, které se nacházejí na střeše. Kabiny řidiče jsou umístěny na obou koncích vozidla, pouze ale v jedné z nich se nachází uzemňovač, pojistky a jističe. Tramvaj je charakteristická tzv. krychlí (televizorem, budníkem) – kostkou nad čelem vozidla, kde je umístěno číslo linky (vyjma pěti vozů KT8D5SU v Brně; kostka byla u ostatních vozů při modernizacích odstraněna). Autorem designu vozidla je Ivan Linhart.
Vozy KT8D5 jsou vybaveny elektrickou výzbrojí typu TV3 s tyristorovou regulací výkonu dodávanou podnikem ČKD Trakce. Každý ze čtyř podvozků je vybaven dvěma kolejnicovými brzdami a dvěma kotoučovými brzdami. Trakční motory, které jsou uloženy podélně v podvozcích (pro každou nápravu jeden motor; v podvozku jsou zapojeny sériově, řízeny jsou vždy jedním pulzním měničem), jsou spojeny kardanovou hřídelí s dvoustupňovou převodovkou. Díky rozdělení výzbroje na čtyři stejné části, z nichž každá náleží jednomu podvozku, je možný nouzový dojezd tramvaje i na dva podvozky. Vozy typu KT8D5 jsou vybaveny dvěma standardními pantografy. Tramvaje tohoto typu nejsou určeny pro rozchod koleje menší než 1435 mm.
Na konci 90. let 20. století postavila ČKD, jako jedny z posledních svých tramvají, sedm inovovaných vozů Tatra KT8D5N se středním nízkopodlažním článkem a elektrickou výzbrojí TV14, které byly dodány do Brna.

### Rekonstrukce a modernizace
V letech 2002–2014 probíhaly modernizace vozů KT8D5 provozovaných v Česku a na Slovensku vložením nového středního nízkopodlažního článku podle vzoru KT8D5N. Obdobná úprava byla v roce 2014 uskutečněna také u jedné tramvaje provozované v německém Strausbergu.
V roce 2018 byla v Severní Koreji představena nová tramvaj pro Pchjongjang, označená jako Tchong-il 181 a vycházející z typu KT8D5.
| Typ              | Modernizace                                                         | Modernizace v letech | Provozy      |
| ---------------- | ------------------------------------------------------------------- | -------------------- | ------------ |
| Tatra KT8D5R.N2  | nový střední nízkopodlažní článek                                   | 2002–2014            | Brno, Košice |
| Tatra KT8D5R.N1  | nový střední nízkopodlažní článek, zjednosměrnění vozu              | 2003–2009            | Ostrava      |
| Tatra KT8D5R.N2P | nový střední nízkopodlažní článek, el. výzbroj TV Progress          | 2004–2014            | Plzeň, Praha |
| Tatra KT8D5R.N2S | nový střední nízkopodlažní článek, el. výzbroj TV Progress          | 2014                 | Strausberg   |
| Tchong-il 181    | nový design, nové dveře, okna, sedačky, některé vozy zjednosměrněny | 2018–dosud           | Pchjongjang  |

### Odvozené typy
ČKD plánovala výrobu dalších typů tramvají vycházející z modelu KT8D5. Nakonec však vznikly pouze návrhy, k jejich realizaci nedošlo.
Tatra KT8A5 měla být jednosměrnou tříčlánkovou osminápravovou tramvají se vzdáleností otočných čepů podvozků 6700 mm (KT8D5 má 7500 mm). Vnitřní prostor měl být přístupný pěti skládacími dveřmi podobné konstrukce jako u Tatry T7B5. Tramvaj měla být vybavena kotoučovými, elektromagnetickými a elektrodynamickými brzdami s rekuperací. Motory měly mít tyristorové řízení výkonu. Tramvaj měla být určena pro rozchody 1435 mm a 1524 mm. Tatra KT8C5 měla být obousměrnou variantou typu KT8A5 a měla disponovat pěti dveřmi v každé bočnici. Oba modely měly mít délku 28 100 mm, šířku 2 500 mm a výšku skříně 3 140 mm. Měly disponovat osmi motory o výkonu 50 kW, maximální rychlost měla být 70 km/h. Varianta KT8A5 měla mít 54 míst k sezení, verze KT8C5 pak 48 míst k sezení.

## Dodávky tramvají
V letech 1984 až 1993 bylo vyrobeno celkem 199 vozů KT8D5. Část z tohoto počtu byla určena na export (především do Pchjongjangu), většina tramvají byla dodána československým dopravním podnikům.
| Současný stát       | Město           | Článek | Typ     | Roky dodávek | Počet vozů | Evidenční čísla při dodání | Poznámky                      | Zdroj  |
| ------------------- | --------------- | ------ | ------- | ------------ | ---------- | -------------------------- | ----------------------------- | ------ |
| Bosna a Hercegovina | Sarajevo        | článek | KT8D5K  | 1990         | 1          | 300                        | původně určen pro Pchjongjang | [ 10 ] |
| Česko               | Brno            | článek | KT8D5   | 1986–1990    | 23         | 1701–1723                  |                               | [ 11 ] |
| Česko               | Brno            | článek | KT8D5SU | 1993         | 5          | 1724–1728                  | původně určeny pro Volgograd  | [ 12 ] |
| Česko               | Most – Litvínov | článek | KT8D5   | 1986–1990    | 8          | 315–322                    |                               | [ 13 ] |
| Česko               | Ostrava         | článek | KT8D5   | 1989–1990    | 16         | 1500–1515                  | č. 1500 – druhý prototyp      | [ 14 ] |
| Česko               | Plzeň           | článek | KT8D5   | 1989         | 12         | 288–299                    |                               | [ 15 ] |
| Česko               | Praha           | článek | KT8D5   | 1986–1990    | 48         | 9001–9048                  |                               | [ 16 ] |
| Rusko               | Volgograd       | článek | KT8D5   | 1992         | 1          | 5834                       | první prototyp                | [ 17 ] |
| Severní Korea       | Pchjongjang     | článek | KT8D5K  | 1990         | 45         | 1001–1045                  |                               | [ 18 ] |
| Slovensko           | Košice          | článek | KT8D5   | 1986–1991    | 40         | 500–539                    |                               | [ 19 ] |

## Provoz tramvají Tatra KT8D5

### Prototypy
Dva prototypové vozy, které u ČKD obdržely evidenční čísla 0018 a 0019, byly vyrobeny v roce 1984. Jejich zkoušky bez cestujících, snad nejdelší v historii městské dopravy v Česku, trvaly v Praze až do roku 1988, přičemž ověřovací série tramvají KT8D5 byla vyrobena již v roce 1986. V jejich rámci proběhla 28. září 1984 zkušební jízda soupravy, která byla tvořena oběma spřaženými prototypy s celkovou délkou přes 60 m). První prototyp byl poté předán ke zkouškám do Moskvy, kde obdržel ev. č. 0003. Již v roce 1992 byl však prodán do Volgogradu, kde byl označen ev. č. 5834. V provozu byl do roku 2019, kdy byl přesunut do muzea dopravy v Moskvě. Druhý prototyp byl roku 1989 prodán do Ostravy. Zde pod ev. č. 1500 jezdí dosud, v roce 2004 byl však modernizován na typ Tatra KT8D5R.N1.

### Česko

#### Brno

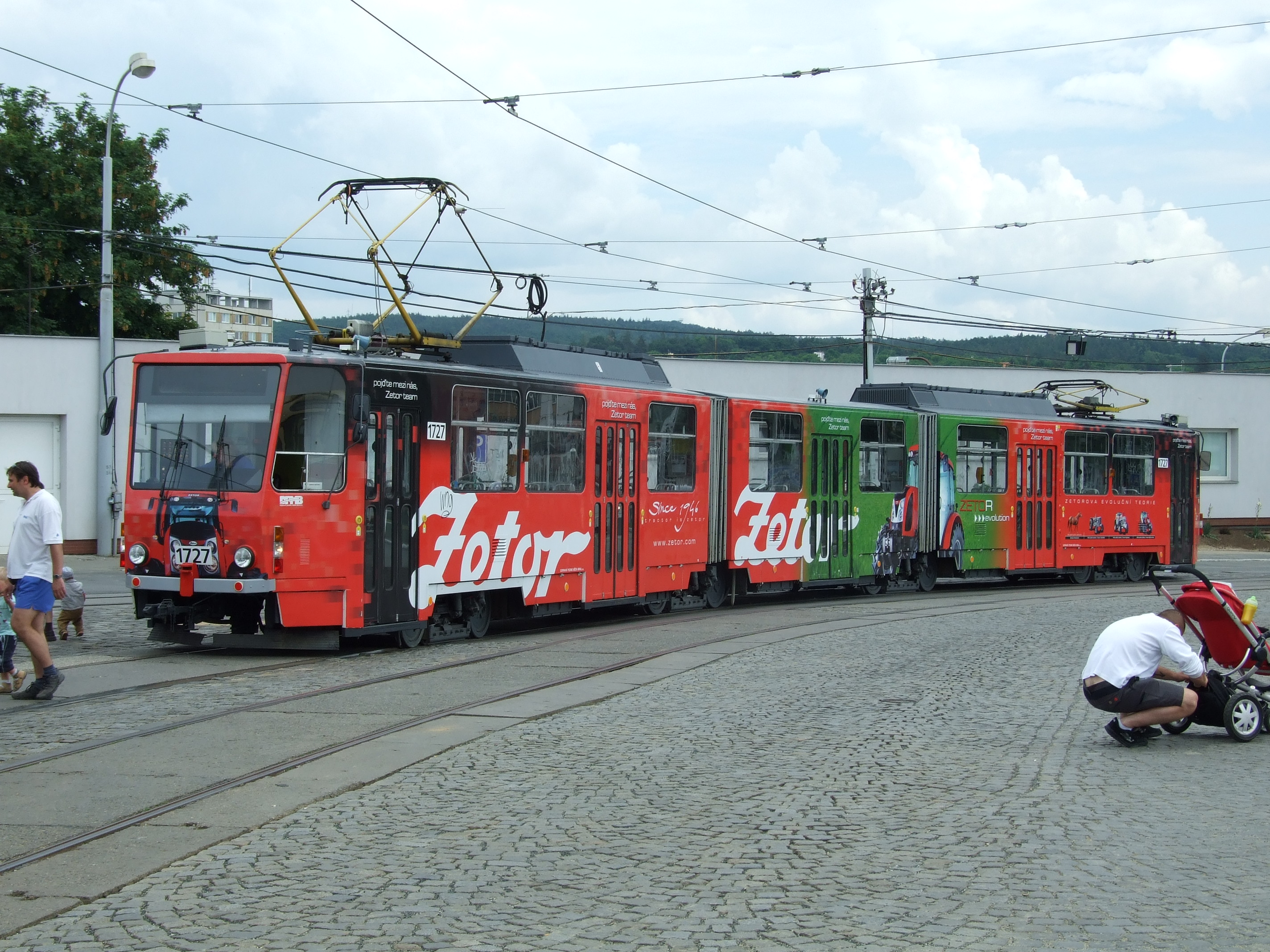
Brněnský vůz Tatra KT8D5 s celovozovou reklamou

První tramvaje KT8D5 byly do Brna dodány roku 1986; jednalo se o dva vozy z ověřovací série, které obdržely evidenční čísla 1701 a 1702. Po různých zkouškách byly v září a v říjnu toho roku nasazeny do pravidelného provozu. Již v listopadu 1986 byla poprvé využita jejich obousměrnost při výluce v Bystrci. Další tramvaje tohoto typu přišly do Brna v letech 1989 a 1990. Původně mělo jít o desetikusovou dodávku, ale vzhledem k faktu, že se pražský dopravní podnik rozhodl neodebrat původně domluvený počet vozů, byly tyto přebytečné tramvaje nabídnuty ostatním československým dopravním podnikům. Do Brna tak dorazilo celkem 21 kusů evidenčních čísel 1703–1723. Podobná situace se opakovala v roce 1993, kdy ČKD vyrobilo pět tramvají KT8D5SU pro ruský Volgograd, který ale zakázku odřekl. Dopravní podnik města Brna za výhodnou cenu zakoupil i tyto vozy (ev. č. 1724–1728). Poslední tramvaje KT8D5 byly do Brna dodány v letech 2002 a 2003. Jednalo se o tři vozy původně provozované v Košicích, které je kvůli nadbytku prodaly firmě Pragoimex. Ta u jedné tramvaje provedla celkovou opravu (v Brně ev. č. 1736), další dva vozy byly modernizovány na typ KT8D5R.N2 (v Brně ev. č. 1737 a 1738).
Od roku 1997 byly na vozy KT8D5 dosazovány menší modernizační prvky: poptávkové otvírání dveří, elektronický informační systém, nové dveřní pohony apod. Od roku 2002, respektive 2003, byly brněnské tramvaje KT8D5, jako vůbec první v Česku, modernizovány na typ Tatra KT8D5R.N2 vložením středního nízkopodlažního článku. V roce 2014 byl cyklus oprav dokončen modernizací poslední tramvaje č. 1724, která v létě 2013 dojezdila jako vůbec poslední vůz KT8D5 v Česku v původním provedení bez nového středního článku.
V Brně je obousměrnost tramvají KT8D5 využívána nejen při mimořádných událostech (např. při výlukách), ale i v pravidelném provozu na lince č. 8. Její konečné zastávky v Líšni a ve Starém Lískovci nejsou vybaveny smyčkou a trať je v nich ukončena pouze úvratí.

#### Most a Litvínov

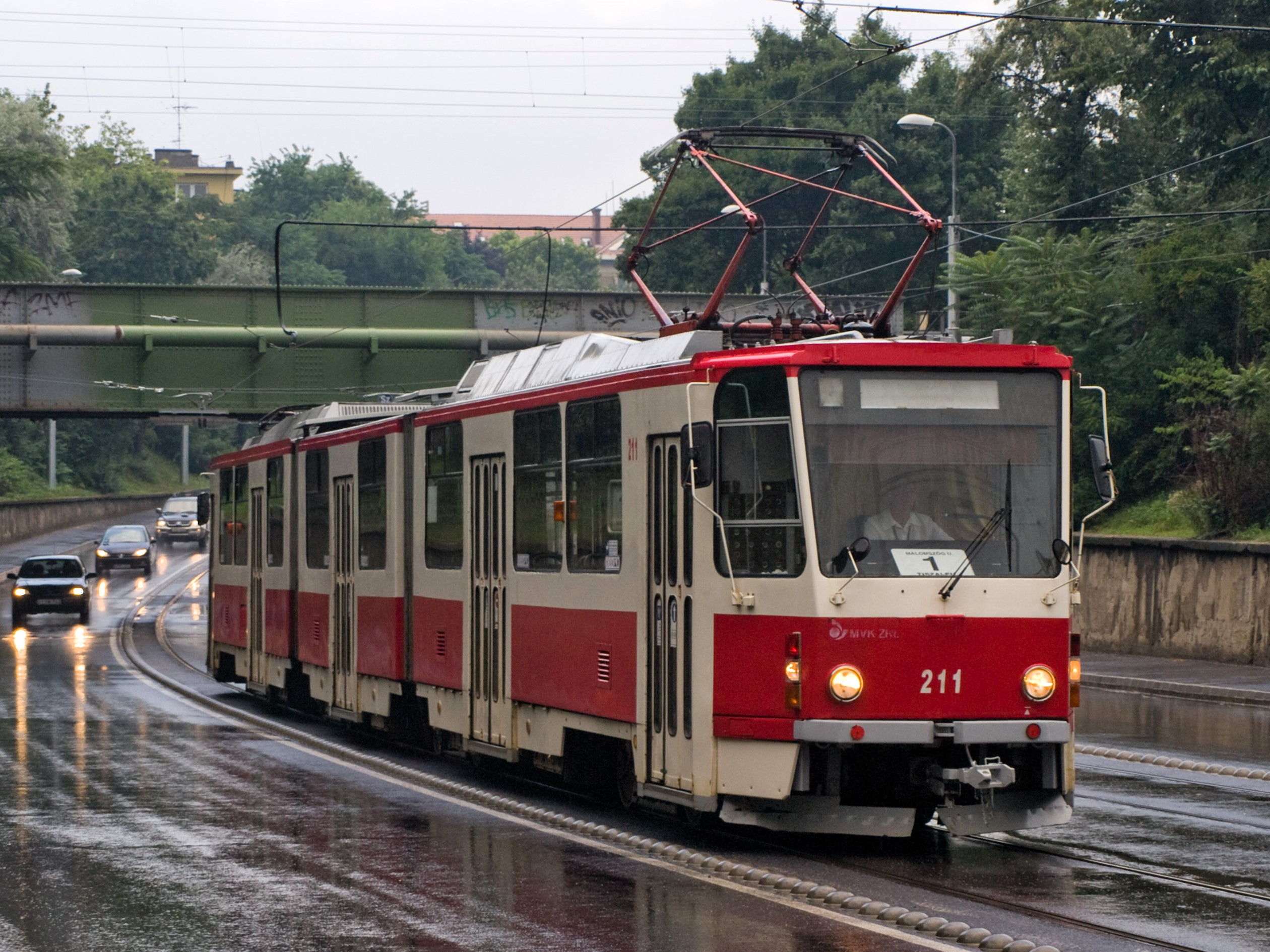
Původem mostecká tramvaj KT8D5 v maďarském Miskolci

Na společné tramvajové síti měst Mostu a Litvínova se první dvě tramvaje KT8D5 z ověřovací série objevily v roce 1986 (obdržely evidenční čísla 315 a 320). Dalších, a zároveň i posledních šest dorazilo v roce 1990. Všech osm vozů bylo označeno evidenčními čísly 315–322. V letech 1995 až 1997 došlo, vzhledem k úbytku cestujících, k jejich odprodeji do maďarského Miskolce.

#### Ostrava

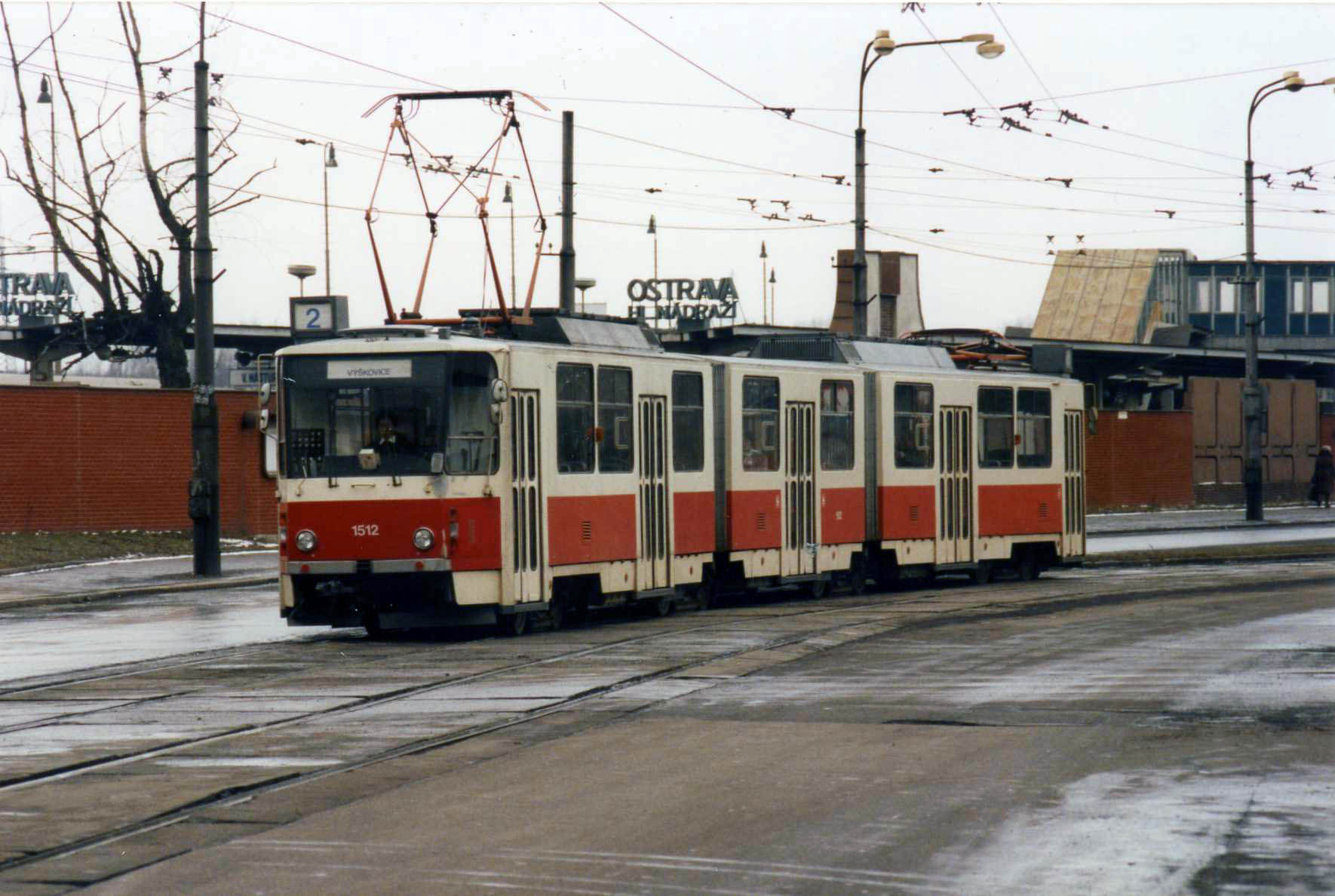
Ostravská tramvaj KT8D5 v roce 1992

Ostravský dopravní podnik obdržel v roce 1988 druhý prototyp tramvaje KT8D5 a zařadil jej o rok později pod evidenční číslo 1500. Celkem 15 vozů ev. č. 1501–1515 bylo dodáno v roce 1989, problémy s dodávkami po jednotlivých článcích a s jejich kompletací zapříčinily, že byly zprovozněny až na začátku roku 1990. Tento rok měl Dopravní podnik města Ostravy zakoupit dalších 21 tramvají KT8D5, z dodávek ale kvůli předchozím problémům sešlo.
V roce 2003 byl modernizován první vůz na typ Tatra KT8D5R.N1. Hlavními úpravami bylo dosazení nového nízkopodlažního středního článku a celkové zjednosměrnění vozidla. V dalších letech tyto rekonstrukce pokračovaly i u ostatních vozů, přičemž v průběhu roku 2009 byla modernizována i poslední tramvaj KT8D5 č. 1508, která byla před rekonstrukcí naposledy v provozu s cestujícími 22. prosince 2008.

#### Plzeň

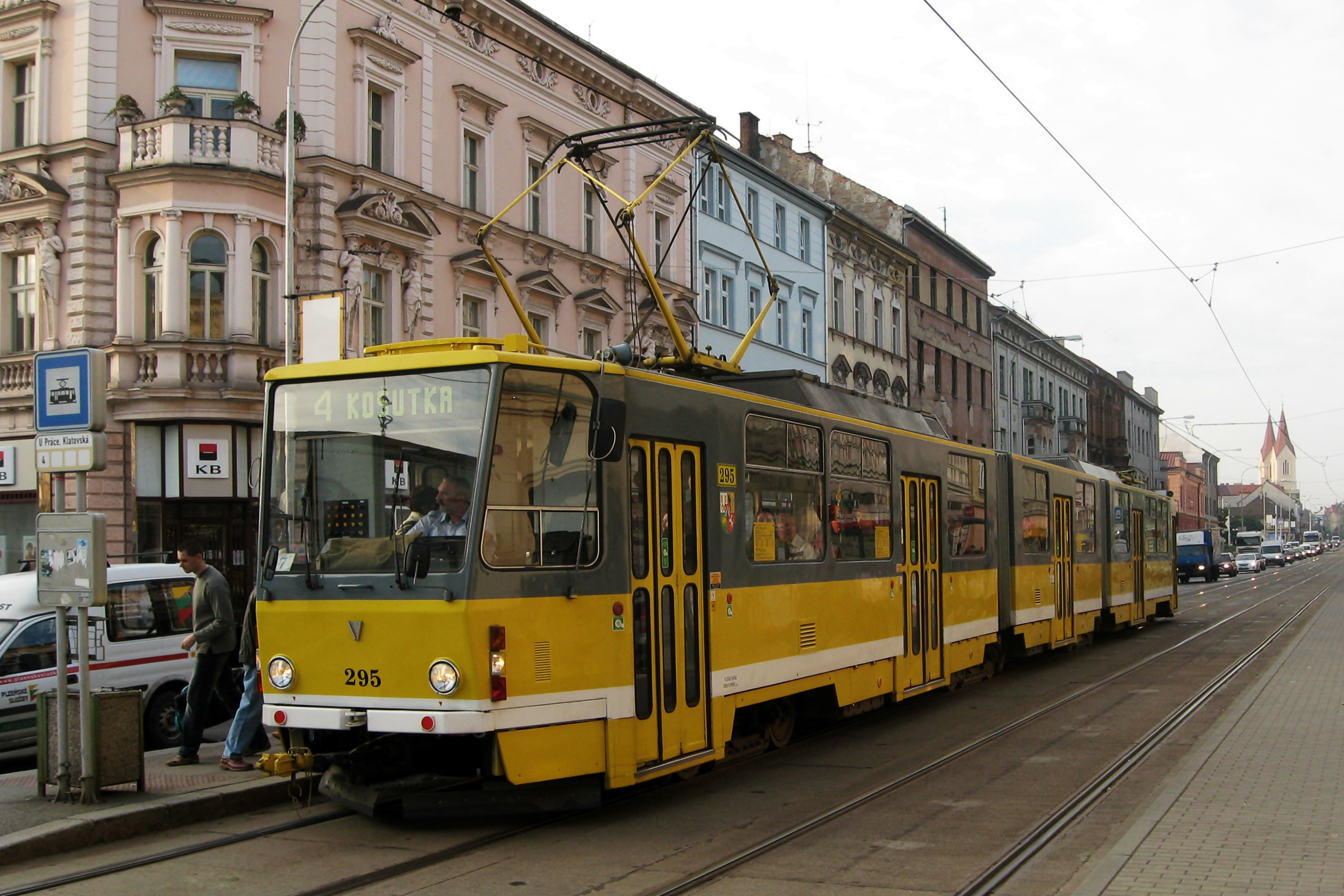
Tatra KT8D5 v plzeňských barvách na zastávce U Práce, Klatovská (září 2008)

Do Plzně bylo v roce 1989 dodáno 12 tramvají KT8D5 (evidenční čísla 288–299), do provozu byly zařazeny následující rok. Nasazovány byly téměř výhradně na linku č. 4, což se změnilo až v roce 2005. Od roku 2000 obdržely vozy při pravidelných prohlídkách např. nový městský lak, elektronické informační transparenty či poptávkové otvírání dveří.
V roce 2006 začaly modernizace plzeňských vozů KT8D5 na typ Tatra KT8D5R.N2P. Poslední nerekonstruovaná tramvaj KT8D5 č. 289 dojezdila 19. října 2009, poté byla odvezena na modernizaci.

#### Praha

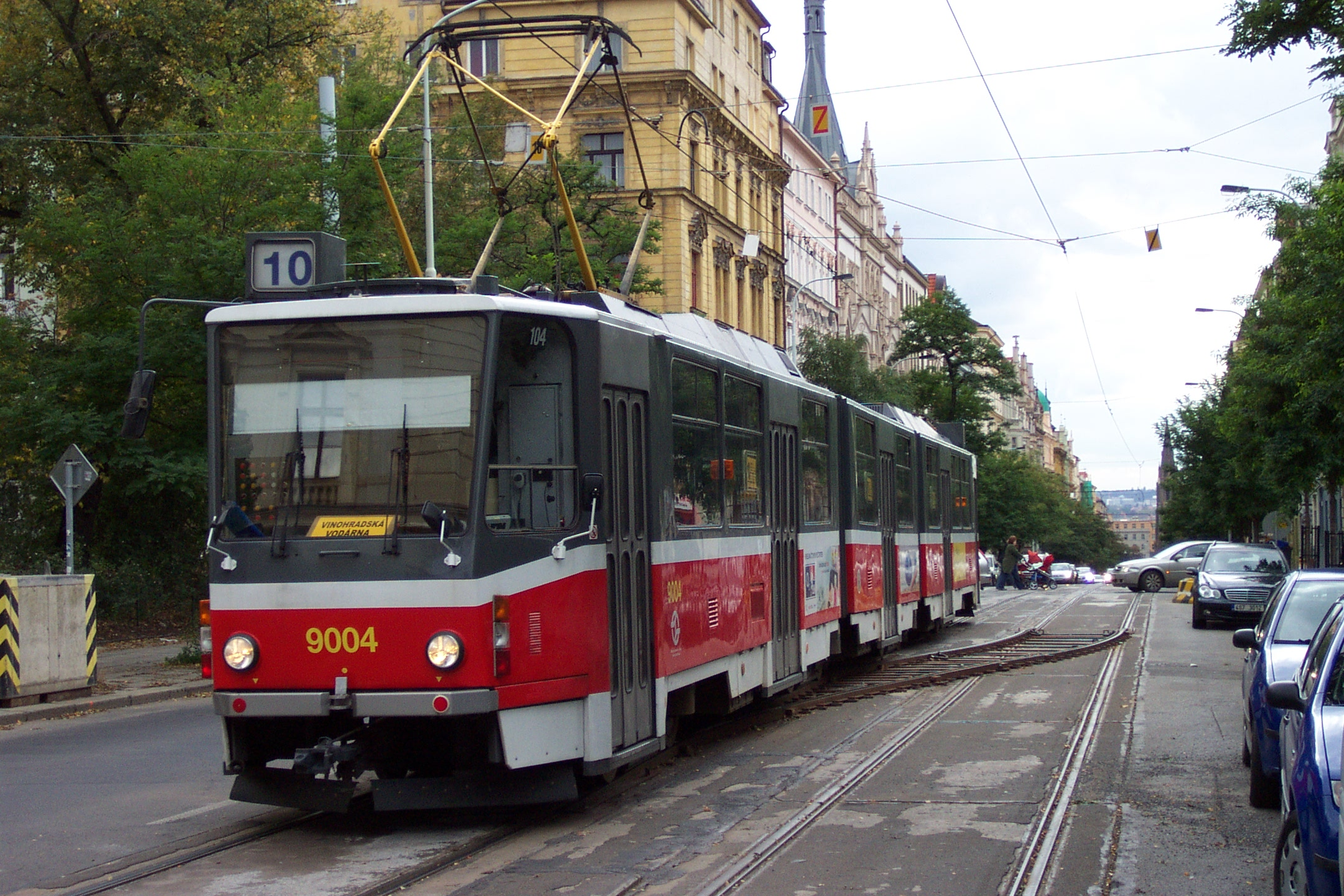
Pražská tramvaj KT8D5 přejíždí výhybku Californien

V Praze se konaly rozsáhlé zkoušky obou prototypových tramvají z roku 1984, tyto vozy však byly majetkem ČKD a v pravidelném provozu s cestujícími se nikdy neobjevily. Dopravní podnik hl. m. Prahy obdržel první čtyři tramvaje KT8D5 z ověřovací série v roce 1986 a označil je evidenčními čísly 9001–9004. Dalších vozů se Praha dočkala v letech 1989 a 1990, kdy bylo dodáno zbylých 44 tramvají (do ev. č. 9048), ačkoliv původní plány zněly na 200 kusů. Po nehodě z 16. září 1994 byla vyřazena první tramvaj KT8D5 (ev. č. 9006).
Od 8. listopadu do 18. prosince 1993 jezdily kvůli rekonstrukci trati a s tím spojené částečné výluce spřažené soupravy dvou vozů KT8D5 na lince X17 mezi zastávkami Střelničná a Sídliště Ďáblice. V provozu byla vždy jedna kolej (druhá se opravovala) a denně zde jezdily dvě celodenní a jedna „šejdrová“ (pro posílení špičkového provozu) souprava. Druhé využití spřažených tramvají KT8D5 v běžném provozu v Praze nastalo mezi 28. a 30. říjnem 2010, kdy byla kvůli opravě trati v zastávce I. P. Pavlova v tomto místě vyloučena doprava a zároveň byla zřízena náhradní linka X Karlovo náměstí – I. P. Pavlova s provizorní zastávkou mezi ulicemi Sokolskou a Legerovou. Tato linka jezdila Ječnou ulicí kyvadlově po jedné koleji, provoz zajišťovala právě souprava tvořená dvěma spřaženými vozy KT8D5.
První pražská „ká té osmička“ byla modernizována na částečně nízkopodlažní typ Tatra KT8D5R.N2P na přelomu let 2004 a 2005, v dalších letech rekonstrukce pokračovaly i u ostatních vozů. Na začátku roku 2013 zbývaly již pouze čtyři vozy v původním provedení (z celkových 47), z nichž dva byly v prvních měsících toho roku přistaveny do dílen. Dne 21. května 2013 uspořádal Dopravní podnik slavnostní rozloučení s tímto typem, kdy zbylé dva vozy č. 9030 a 9048 jezdily část dne na mimořádně obnovené lince č. 15 Lehovec – Florenc, na níž první tramvaje tohoto typu začaly v Praze roku 1986 vozit cestující. Vůz č. 9030 se po návratu z linky 15 vrátil do vozovny Hloubětín a začátkem června byl přistaven na modernizaci, která byla dokončena začátkem roku 2014. Tramvaj č. 9048 zatáhla z linky 15 do vozovny Střešovice, kde se stala novým exponátem muzea MHD.
Chybějící dva vozy na modernizaci (po nehodě sešrotovaný vůz č. 9006 a muzejní vůz č. 9048) byly nahrazeny tramvajemi odkoupenými ze Strausbergu (č. 21 → č. 9098, č. 23 → č. 9056). Roku 2016 proběhl nákup sedmi vozů z Miskolce, na který v roce 2019 navázalo dalších osm vozidel z tohoto maďarského města. Všechny mají být zmodernizovány do roku 2024, označovány jsou evidenčními čísly od 9099 výše. První tři vozy byly zprovozněny roku 2020.

### Slovensko

#### Košice
Do Košic byly v roce 1986 dodány dva vozy KT8D5 z ověřovací série, další dodávky proběhly v letech 1989 až 1991. Celkem bylo zakoupeno 40 těchto velkokapacitních tramvají označených evidenčními čísly 500–539. Vzhledem k úbytku cestujících a zájmu košického dopravního podniku o sólo vozy bylo 10 tramvají KT8D5 v roce 1992 odprodáno do maďarského města Miskolc (vůz ev. č. 539 dokonce vůbec nebyl v Košicích zařazen do provozu). V roce 1995 byly odprodány další tři tramvaje do německého Strausbergu, v letech 1998 a 2001 vždy dva vozy do Sarajeva a v letech 2002 a 2003 celkem tři tramvaje do Brna. Poslední odprodaný vůz č. 515 měl v roce 1992 nehodu, při které byl zničen jeden z krajních článků. Teprve v roce 2002 byla tramvaj odprodána firmě ČKD Pragoimex (do té doby stála nevyužitě ve vozovně), která zbylý krajní článek použila jako náhradu pro ostravský vůz KT8D5 č. 1502, který byl rovněž poškozen při nehodě. Střední článek byl využit při rekonstrukci havarovaného brněnského vozu č. 1706 na typ KT8D5R.N2. Dopravný podnik mesta Košice od té doby vlastní 19 vozů KT8D5.
V letech 2003–2009 byly košické tříčlánkové vozy modernizovány na typ Tatra KT8D5R.N2 vložením nového nízkopodlažního středního článku.

### Ostatní provozy
První prototyp tramvaje KT8D5 byl po zkouškách v Praze (ukončeny 1988) předán do Moskvy, aby zde proběhly zkoušky na rozchodu kolejí 1524 mm. Zkušební jízdy se v největším ruském městě konaly v letech 1989 a 1990, tramvaj byla označena evidenčním číslem 0003. V roce 1992 byl vůz předán na částečně podzemní rychlodráhu do Volgogradu, kde obdržel číslo 5834 a byl v provozu do roku 2019. Volgograd si na začátku 90. let objednal pět tramvají KT8D5SU, zakázku však později odřekl a vozy výhodně odkoupil Dopravní podnik města Brna. Také druhý, původně košický vůz, u kterého byla v Krnovských opravnách a strojírnách provedena rekonstrukce na typ KT8D5R.N2, byl původně určen do Volgogradu, modernizovanou tramvaj ale opět zakoupilo Brno (ev. č. 1738).

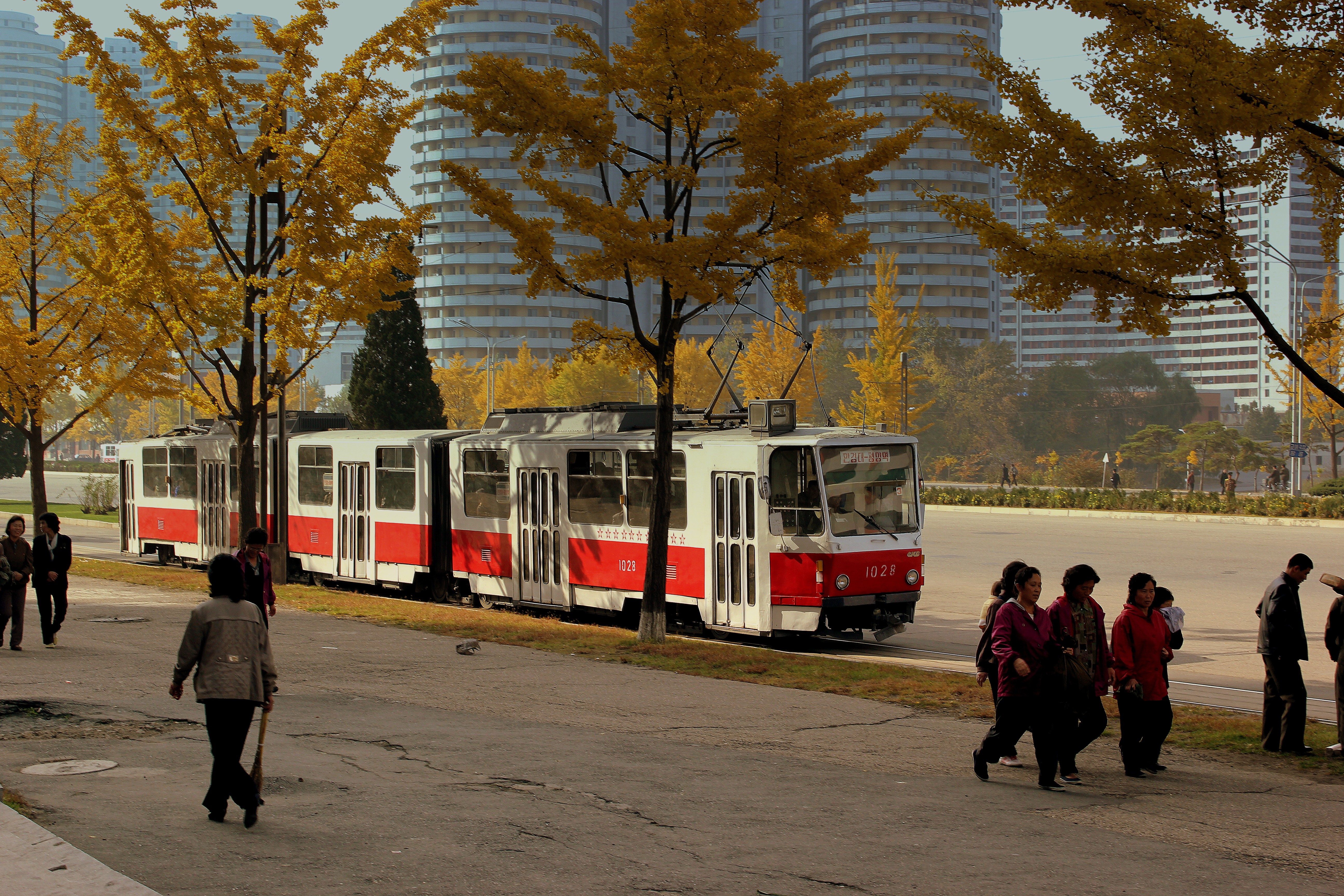
Tatra KT8D5K v Pchjongjangu v říjnu 2012

V roce 1990 bylo dodáno 45 tramvají KT8D5K do severokorejského Pchjongjangu (čísla 1001–1045). Poslední vůz KT8D5K se ocitl v Sarajevu (ev. č. 300), kam byly v letech 1998 a 2001 dodány další čtyři ojeté tramvaje KT8D5 z Košic (ev. č. 301–304). Jeden z pchjongjangských vozů KT8D5K byl v roce 2018 zmodernizován (dle fotografií získalo vozidlo čela s novým designem, dvoukřídlé dveře, lepená okna, nové oplechování a sedačky) a podroben provozním zkouškám. První tři modernizované kusy byly do provozu zařazeny v únoru 2019. Vozy byly označeny jako Tchong-il 181.
Dopravný podnik mesta Košice se 10 vozů KT8D5 zbavil jako nadbytečných v roce 1992, prodány byly v Maďarsku do maďarského Miskolce (ev. č. 200–209). Další tramvaje tohoto typu (ev. č. 210–217) se v Miskolci objevily v letech 1996–1997, kdy mostecko-litvínovský dopravní podnik odprodal celou svoji flotilu tříčlánkových vozů.

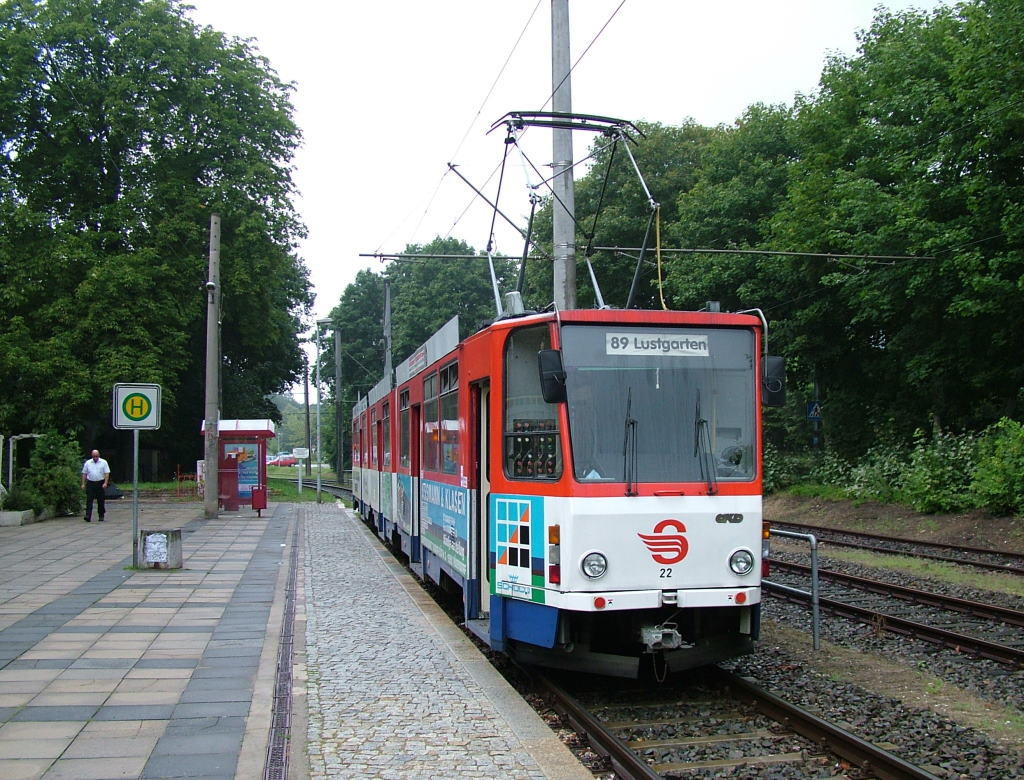
Tatra KT8D5 v německém Strausbergu

Tři košické tramvaje KT8D5 byly v roce 1995 prodány do Strausbergu poblíž Berlína, zde obdržely čísla 21–23. Vozy 21 a 23 byly prodány DPP na modernizaci na KT8D5R.N2P po nákupu 2 vozů Flexity Berlin a 22 byl DPP modernizován na KT8D5R.N2S a zajistil záruku na 10 let Strausbergu.
Tramvaje KT8D5 měly být původně dodány i pro plánovanou společnou tramvajovou síť měst Chomutova a Jirkova, po přehodnocení je měly nahradit soupravy tramvají T6A5 a vlečných vozů B6A5. Nakonec však plánované tramvaje nahradily trolejbusy.
Na konci 80. let 20. století plánoval olomoucký dopravní podnik pořízení tramvají KT8D5, byly realizovány i zkoušky průjezdnosti městem pomocí speciálního svařence. Po sametové revoluci ale nebyl nákup uskutečněn.

## Historické vozy
| Původní provoz | Evidenční číslo | Současný majitel           | Typ   | Rok výroby | Historický od roku | Poznámka                | Zdroj        |
| -------------- | --------------- | -------------------------- | ----- | ---------- | ------------------ | ----------------------- | ------------ |
| Miskolc        | 209             | Miskolc Városi Közlekedési | KT8D5 | 1990       | 2022               | ex DP Košice ev. č. 514 | [ 48 ]       |
| Praha          | 9048            | DPP                        | KT8D5 | 1990       | 2014               |                         | [ 5 ] [ 49 ] |
| Volgograd      | 5834            | Muzeum dopravy Moskva      | KT8D5 | 1984       | 2019               | první prototyp          | [ 17 ]       |